# Kings & Things
Kings & Things (englisch für Könige und Dinge) ist ein klassisches Strategiespiel mit starken taktischen Elementen, dessen Handlung im Bereich der Fantasy angesiedelt ist. Ziel des Spiels ist es, als erster Spieler eine Zitadelle zu bauen bzw. bei mehreren gleichzeitig gebauten Zitadellen die der Mitspieler zu erobern.

## Entstehung
Kings & Things wurde in den frühen 1980er Jahren vom amerikanischen Spieleentwickler Tom Wham entworfen und zuerst im Jahre 1983 unter dem Namen King of the Tabletop als Beilage der Zeitschrift Dragon #77 von TSR inc., dem Verlag des Rollenspiels Dungeons and Dragons, veröffentlicht. Ab 1986 wurde das Spiel in überarbeiteter Form als eigenständiges Spiel von West End Games vertrieben. Ebenfalls 1986 brachte der britische Spielehersteller Games Workshop in geringer Auflage eine lizenzierte Version auf den europäischen Markt. Die erste deutschsprachige Ausgabe erschien 1997 beim deutschen Verlag Pegasus Spiele, der 2001 und 2010 überarbeitete Versionen herausbrachte. Die im Jahr 2010 erschienenen deutschen und englischen Auflagen haben eine neue graphische Gestaltung, sind aber ansonsten identisch mit den Vorgängerversionen.

## Spielablauf

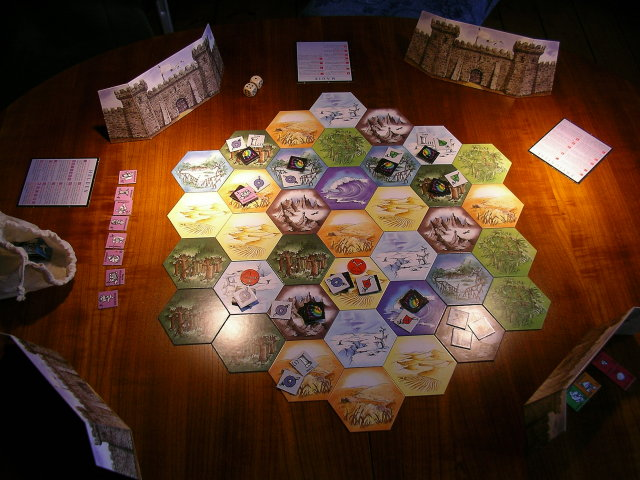
Der Spielaufbau zu Beginn des Spiels

Das Spiel bedient sich hauptsächlich typischer Mechanismen von bekannten Konfliktsimulationsspielen und Aufbauspielen. So muss zunächst ein Einflussgebiet erobert werden, welches es dem Spieler ermöglicht, seine wirtschaftliche und militärische Stärke zu erhöhen. Dabei werden die Armeen der Spieler mittels sogenannter Counter auf dem Spielbrett geführt. Durch gezielte
Angriffe auf die Ländereien anderer Spieler kann versucht werden, deren wirtschaftliche und militärische Macht zu vermindern. Hat ein Spieler eine bestimmte wirtschaftliche Stärke erreicht, kann er eine Zitadelle bauen und damit das Spiel gewinnen. Sollten mehrere Spieler gleichzeitig eine Zitadelle bauen, muss mindestens eine Zitadelle eines anderen Spielers erobert werden, um zu gewinnen.
Dem grundsätzlich sehr militärischen Charakter des Spielprinzips stellt der Autor durch seine lustige, Comic-ähnliche Gestaltung und dem expliziten Hinweis darauf, dass geschlagene Einheiten nicht getötet, sondern nur vorübergehend ins Jenseits in der Form eines Dinge-Beutels geschickt werden, eine harmlose und witzige Rahmengeschichte aus dem Fantasy-Genre entgegen. Trotzdem kann das Spiel aufgrund der typischen Spielweise zu den klassischen Konfliktsimulationsspielen gezählt werden.

## Besonderheiten und Einflüsse
Kings & Things gehört zu den wenigen, auf einem komplexen Kampfsystem basierenden Strategiespielen, die mit mehr als zwei Personen gleichzeitig gespielt werden können. Zudem enthält es viele humoristische Elemente. Dieser ungewöhnlichen Mischung ist es vermutlich zuzuschreiben, dass sich das Spiel zu einem beliebten Klassiker unter den Brettspielen entwickelt hat und immer wieder neu aufgelegt wird.
Das Spiel weist äußerlich aufgrund des aus Landschafts-Hexagonen zusammengestellten Spielbretts eine augenfällige Ähnlichkeit zum wesentlich bekannteren aber erst zwölf Jahre später erschienenen Siedler von Catan auf. Im Gegensatz zu diesem Spiel handelt es sich bei Kings & Things aber nicht um ein Handelsspiel, sondern im Kern um eine klassische, militärische Konfliktsimulation. Es ist unklar, ob die Idee des sich bei jedem Spiel verändernden Spielbretts aus Landschaftshexagonen durch den Autoren von Siedler von Catan kopiert wurde oder dies nur eine zufällige Parallelentwicklung war.